# Los fantasmas se cabrearon
Los fantasmas se cabrearon: Crónicas de la despenalización de la homosexualidad en el Ecuador es un libro de no ficción de la activista transgénero ecuatoriana Purita Pelayo, publicado bajo el seudónimo Alberto Cabral en noviembre de 2017 por la Fundación Regional de Asesoría en Derechos Humanos INREDH. El libro hace un recuento de los abusos y la persecución policial que sufrieron las poblaciones LGBT en Ecuador durante las décadas de 1980 y 1990, incluyendo ejecuciones extrajudiciales que quedaron en la impunidad. Relata además el proceso de creación de la Asociación Coccinelle, primera organización ecuatoriana de personas transgénero, y su papel en el proceso de la despenalización  de la homosexualidad en Ecuador.
En diciembre de 2021, el libro fue reeditado de la mano de la Universidad San Francisco de Quito y de la editorial independiente Severo. La obra fue galardonada con el premio José Peralta en su edición de 2022, otorgado por el municipio de Quito a la mejor obra de crónica o testimonial del año.

## Trasfondo

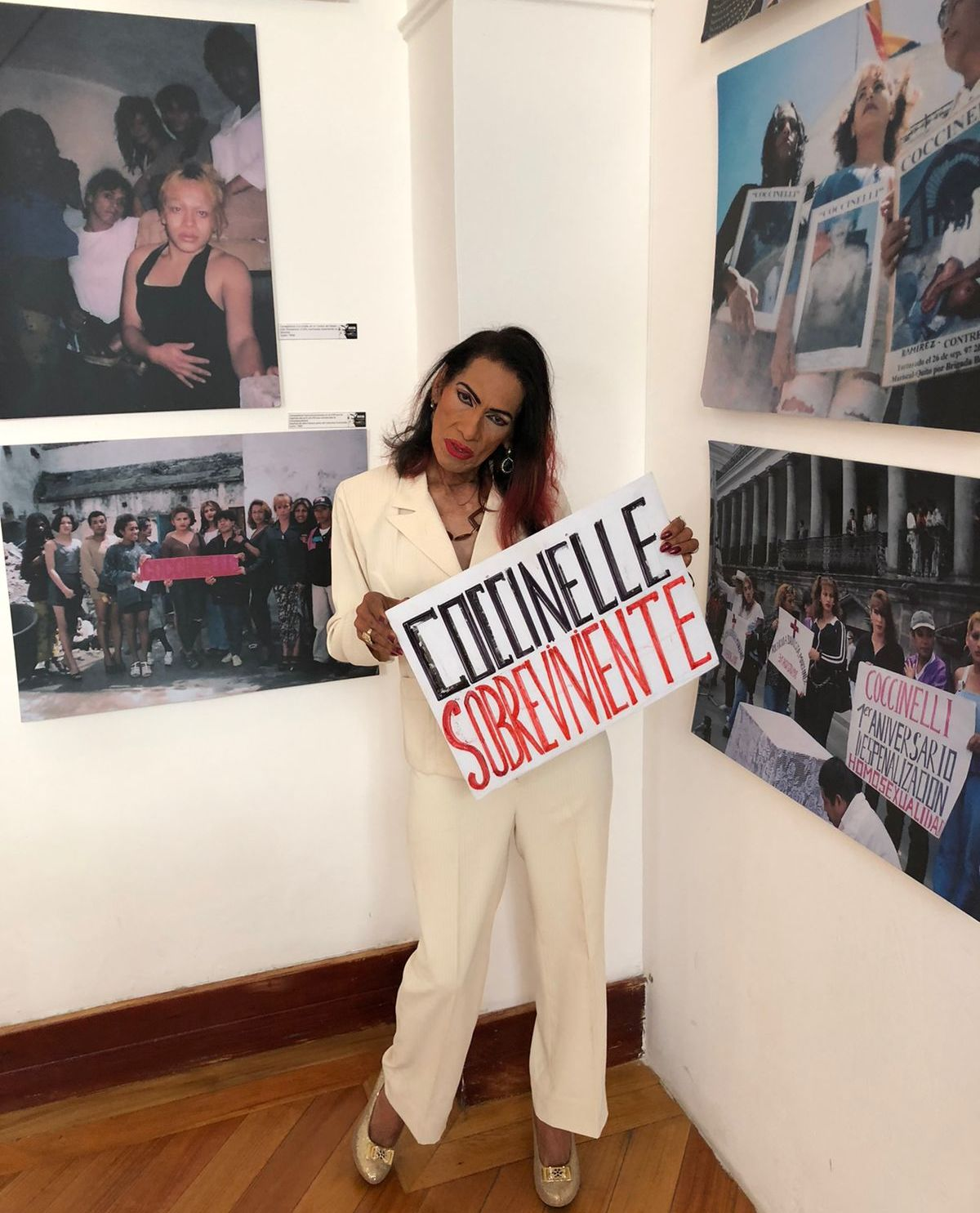
Purita Pelayo, autora de Los fantasmas se cabrearon

El proceso de escritura inició con la idea de conmemorar los 20 años de la despenalización  de la homosexualidad en Ecuador, que originalmente se logró en noviembre de 1997. Pelayo además obtuvo inspiración al leer el libro de crónicas Los hombres del triángulo rosa, de Heinz Heger, y decidir que era necesario contar con una obra que relatara de forma parecida los abusos contra personas LGBT ocurridos en Ecuador. El libro cuenta con una sección de fotografías tomadas por la propia Pelayo en esos tiempos, las mismas que solía capturar para contar con pruebas para realizar las denuncias respectivas por violación de derechos humanos.
De acuerdo a la autora, los «fantasmas» a los que referencia el título del libro son aquellos quienes maltrataron en el pasado a las personas trans olvidadas y que hoy en día ya no pueden hacerlo. La publicación del libro sirvió además como el catalizador para que las integrantes sobrevivientes de Coccinelle se reagrupen y formen en 2019 la organización Nueva Coccinelle.